# IC 1502
IC 1502 è una galassia piccola, ma cospicua, di forma ovale, molto allungata in direzione SW; la parte centrale, di dimensioni approssimate 40" x 20", ha un aspetto marcatamente stellare.
Nell'alone della galassia sono presenti due stelline prospettiche della nostra galassia da non confondere con probabili supernove: la GSC 4602:2151, di magnitudine 14,5 situata ad 8" verso E dal centro della galassia e la GSC 4602:3175, di magnitudine 14,7 situata 30" a NW dal centro della galassia.
La stella più luminosa nelle vicinanze è la SAO 10822, di magnitudine 7,31 e tipo spettrale F2IVl alle coordinate ascensione retta: 23h 39m 48,8s e declinazione: +75° 45′ 05″.
Nella stesura del catalogo UGC, fu dato a questa galassia anche il nome di UGC 12105, con ascensione retta: 22h 36m 20,9s, posizione nella quale in effetti non risulta alcuna galassia; probabilmente si trattò di un errore di trascrizione. per lo stesso errore, in automatico questa galassia ha un doppio nome anche nel catalogo CGCG e in quello MCG.